# Quận của tỉnh Cantal
3 quận của tỉnh Cantal gồm:
1. Quận Aurillac, (tỉnh lỵ của tỉnh Cantal: Aurillac) với 12 tổng và 96 xã. Dân số của quận này là 83.715 người năm 1990, 82.116 người năm 1999, tăng trưởng dân số là 1.91%.
2. Quận Mauriac, (quận lỵ: Mauriac) với 6 tổng và 55 xã. Dân số của quận này là 31.094 người năm 1990, và 28.649 người năm 1999, tăng trưởng dân số là 7.86%.
3. Quận Saint-Flour, (quận lỵ: Saint-Flour) với 9 tổng và 109 xã. Dân số của quận này là 43.914 người năm 1990, và 40.013 người năm 1999, tăng trưởng dân số là 8.88%.